# Siniqisham
Sîn-iqīšam was ca. 1840-1836 v.Chr. koning van Larsa. Hij volgde zijn vader Sîn-Irībam op en regeerde vijf jaar.
Er is een handvol inscripties dat naar hem verwijst, bewaard gebleven. De jaarnaam voor zijn vierde regeringsjaar vermeldt de invoering van 14 standbeelden in de heilige stad Nippur en de installatie van beelden van Utu en Šerida in Larsa zelf. Een fragment van een kleikegel gevonden in Ur gaat over de bouw van de tempel voor Ningishzida. Een andere vondst daar is een schaal van calciet gewijd aan het leven van de koning.